# Cercomantispa finoti
Cercomantispa finoti is een insect uit de familie van de Mantispidae, die tot de orde netvleugeligen (Neuroptera) behoort. 
Cercomantispa finoti is voor het eerst wetenschappelijk beschreven door Navás in 1915.